# 加尔茨 (乌瑟多姆岛)
加尔茨（德語：Garz）是德国梅克伦堡-前波美拉尼亚州的一个市镇，位于乌瑟多姆岛，隶属于前波美拉尼亚-格赖夫斯瓦尔德县。总面积为10.04平方千米，截至2020年总人口为269人。